# New Eagle (Pensilvania)
New Eagle es un borough ubicado en el condado de Washington en el estado estadounidense de Pensilvania. En el año 2000 tenía una población de 2262 habitantes y una densidad poblacional de 845 personas por km².

## Geografía
New Eagle se encuentra ubicado en las coordenadas 40°12′27″N 79°57′11″O / 40.20750, -79.95306.

## Demografía
Según la Oficina del Censo en 2000 los ingresos medios por hogar en la localidad eran de $30 494 y los ingresos medios por familia eran $35 500. Los hombres tenían unos ingresos medios de $33 100 frente a los $22 786 para las mujeres. La renta per cápita para la localidad era de $15 636. Alrededor del 9.5 % de la población estaba por debajo del umbral de pobreza.